# Procloeon rubropictum
Procloeon rubropictum je druh jepice z čeledi Baetidae. Žije v jižní části Kanady a na východě Spojených států amerických. Jako první tento druh popsal kanadský entomolog James Halliday McDunnough v roce 1923.